# الألعاب البارالمبية الآسيوية 2018
الألعاب الآسيوية البارالمبية 2018 (بالإندونيسية: Pesta Olahraga Difabel Asia 2018)‏ والمعروفة رسميًا باسم الألعاب الآسيوية البارالمبية الثالثة وتُعرف أيضًا باسم إندونيسيا 2018، هي حدث رياضي متعدد الرياضات مخصص للرياضيين الآسيويين ذوي الاحتياجات الخاصة. أقيم في الفترة من 6 إلى 13 أكتوبر 2018 في العاصمة الإندونيسية جاكرتا، ونُظِّم بالتوازي مع الألعاب الآسيوية 2018.
كانت هذه المرة الأولى التي تستضيف فيها إندونيسيا هذه الألعاب. نُظمت الفعاليات في المدينة المضيفة جاكرتا وفي منطقة بوجور بمقاطعة جاوة الغربية. وأقيم حفل الافتتاح في ملعب غيلورا بونغ كارنو الرئيسي، في حين أقيم حفل الاختتام في ملعب غيلورا بونغ كارنو ماديا المجاور. وشهدت الألعاب ظهور بوتان لأول مرة كدولة مشاركة وإدخال لعبة الشطرنج إلى برنامج الألعاب البارالمبية الآسيوية، مع إزالة التجديف والإبحار وكرة القدم الخماسية والسباعية ورياضة الرقص على الكراسي المتحركة ورجبي الكراسي المتحركة.
تصدرت الصين جدول الميداليات للمرة الثالثة على التوالي. كما شاركت كوريا الشمالية وكوريا الجنوبية تحت العلم الكوري الموحد في حفل الافتتاح، وتنافستا للمرة الأولى كفريق موحد في بعض الفعاليات. كما فازا بأول ميداليات لهما كفريق موحد، واحدة فضية وأخرى برونزية. بالإضافة إلى ذلك، فازت الفلبين والكويت بأول ميداليات ذهبية لهما في تاريخ الألعاب الآسيوية لذوي الاحتياجات الخاصة، في حين فازت لاوس وتيمور الشرقية بأول ميداليات لهما على الإطلاق في الألعاب الآسيوية لذوي الاحتياجات الخاصة بما في ذلك أول ميداليات ذهبية لهما. تم تحطيم 16 رقمًا قياسيًا عالميًا و63 رقمًا قياسيًا آسيويًا و246 رقمًا قياسيًا في الألعاب البارالمبية خلال الألعاب.

## المدينة المضيفة
وكما جرت العادة منذ عام 2010، تقام دورة الألعاب الآسيوية لذوي الاحتياجات الخاصة عادة بعد كل دورة ألعاب آسيوية في نفس البلد المضيف. في 29 فبراير 2016، وقعت إندونيسيا عقد استضافة الألعاب الآسيوية البارالمبية 2018 في حفل أقيم في جاكرتا، بعد تأكيدها كمدينة مضيفة للحدث في 21 أكتوبر 2014 في إنتشون، كوريا الجنوبية. تشكلت لجنة تنظيمية محلية باسم لجنة تنظيم الألعاب الآسيوية البارالمبية الإندونيسية (INAPGOC) بقيادة راجا سابتا أوكتوهاري بعد وقت قصير من تعيينها كدولة مضيفة للألعاب الآسيوية البارالمبية 2018، لتكون مسؤولة عن كافة الاستعدادات وحفل الافتتاح والتنظيم وحفل الاختتام.

## التطوير والإعداد

### المتطوعون
أُجريت عملية توظيف المتطوعين في الفترة من 21 أبريل إلى 31 يوليو 2018 بهدف الوصول إلى 8000 متطوع.

### الشعلة
مثل شعلة الألعاب الآسيوية 2018، بدأت الشعلة من مرابن في وسط جاوة في 5 سبتمبر 2018 حيث أُضيئت الشعلة باستخدام اللهب الأبدي الطبيعي لبدء العد التنازلي لمدة 30 يومًا للحدث. مر مسار الشعلة عبر أكبر ثمان مدن في إندونيسيا حتى وصلت إلى جاكرتا. فيما يلي الجدول الزمني لشعلة الألعاب:
- سولو (سوراكارتا)، جاوة الوسطى (5 سبتمبر)
- تيرنات، مالوكو الشمالية (9 سبتمبر)[12]
- ماكاسار، جنوب سولاويزي (12 سبتمبر)
- دينباسار، بالي (16 سبتمبر)
- بونتياناك، كاليمانتان الغربية (19 سبتمبر)
- ميدان، شمال سومطرة (23 سبتمبر)
- بانجكال بينانج، جزر بانجكا بيليتونج (26 سبتمبر)
- جاكرتا (المدينة المضيفة، 30 سبتمبر)

قبل يوم واحد من بدء مسيرة الشعلة، قُدِّم التصميم النهائي لشعلة الألعاب، والذي استوحى تصميمه من نمط الباتيك بارانج.

### التسويق

#### الشعار
كان شعار الألعاب هو "التناغم - طاقة آسيا"، مستوحى من السقف الدائري لملعب جيلورا بونج كارنو، الذي كان الموقع الرئيسي للألعاب. ومثل هذا الشعار الانسجام والتوازن داخل البيئة الطبيعية وشعب المجتمع الآسيوي. يرمز الرجل المتحرك في وسط الدائرة إلى حركة وطاقة الرياضيين المشاركين في الألعاب الآسيوية البارالمبية 2018 لتحقيق النصر، في حين تمثل المنحنيات الثلاثة المحيطة بصورة الرجل وحدة التنوع بين البلدان الآسيوية من أجل تحقيق الإنجاز المتبادل. استُخدمت 5 ألوان مختلفة في الشعار لتمثيل العناصر الأساسية في فلسفة العيش والترابط الآسيوية. يرمز اللون الأزرق إلى السماء، ويرمز اللون البرتقالي إلى الشمس، ويرمز اللون الأخضر إلى الطبيعة، ويرمز اللون الأرجواني إلى القرب والحكمة والولاء والفخر، ويرمز اللون الأحمر إلى روح التضامن.

#### التميمة

مومو، تميمة دورة الألعاب البارالمبية الآسيوية 2018

التميمة الرسمية للألعاب هي نسر بوندول المسمى مومو، والذي يختصر اسمه ليعبر عن التحفيز والحركة. يُمثل مومو رمز العاصمة جاكرتا ويُمثل أيضًا الروح. يَرتدي مومو حزامًا بتاوينيًا مع سارونج.

#### الميداليات
في 5 أكتوبر 2018، أصدرت اللجنة المنظمة لدورة الألعاب الآسيوية البارالمبية في إندونيسيا (INAPGOC) تصميم الميدالية للجمهور والذي استوحي من ميدالية الألعاب البارالمبية الصيفية ريو 2016، حيث تميزت الميدالية بشعار الألعاب الآسيوية البارالمبية على الوجه الأمامي والحروف المكتوبة بطريقة برايل على الوجه الخلفي. تحتوي كل ميدالية على عدد مختلف من الكرات المعدنية للسماح للأشخاص ذوي الإعاقة البصرية بالتمييز بين ألوانها صوتيًا عن طريق هزها.

#### الترويج
بيعت مجموعة من البضائع بما في ذلك لعبة التميمة في منطقة ملعب جلورا بونغ كارنو الرئيسية، بما في ذلك المتجر الكبير، أثناء الألعاب.

#### الموسيقى
أُصدرت ست أغانٍ للترويج للألعاب، بما في ذلك الأغنية الرسمية "أغنية النصر"، والتي استخدمت كموسيقى خلفية لعنوان البث الخاص بالألعاب. توجد أغنيتين لم تُألفا خصيصًا للألعاب، مثل "سانغ جوارا" لنورا وزيزي، وهي نسخة من أغنية "جوارا" التي غناها نورا عام 2017، ونسخة قصيرة من أغنية "مانوسيا كوات" التي صدرت في 2016 بواسطة المغني تولوس.
| #  | عنوان                                   | المدة |
| -- | --------------------------------------- | ----- |
| 1. | "Song of Victory"                       | 3:00  |
| 2. | "Sang Juara" (The Champion)             | 3:03  |
| 3. | "I Wanna Dance"                         | 3:32  |
| 4. | "Dream High"                            | 3:10  |
| 5. | "Kita Semua Sama" (We are All the Same) | 4:11  |
| 6. | "Manusia Kuat" (Strong Human)           | 3:05  |

### الأماكن

مجمع جيلورا بونج كارنو الرياضي ليلًا

استخدمت دورة الألعاب الآسيوية البارالمبية 2018 معظم الأماكن التي كانت مخصصة لاستضافة فعاليات الألعاب الآسيوية 2018. وهي الأماكن التي تقع في جاكرتا ومقاطعة جاوة الغربية المجاورة.

#### مجمع جيلورا بونج كارنو الرياضي
| المكان                 | الفعاليات                      | السعة  |
| ---------------------- | ------------------------------ | ------ |
| ملعب مائي              | سباحة                          | 7,800  |
| ميدان الرماية          | القوس والسهم                   | 293    |
| صالة كرة السلة         | كرة السلة على الكراسي المتحركة | 2400   |
| ملعب الهوكي (الملعب 2) | ملاعب العشب                    | 818    |
| الملعب الرئيسي         | حفل الافتتاح، ألعاب القوى      | 77,193 |
| ملعب ماديا             | حفل الختام                     | 9,170  |
| استوره                 | تنس الريشة                     | 7,166  |
| ميدان الرماية          | الرماية                        |        |
| ملعب تنس داخلي         | الكرة الطائرة جالسة            | 3,750  |

#### وسط جاكرتا
| المكان                      | الفعاليات | السعة | الموقع        |
| --------------------------- | --------- | ----- | ------------- |
| صالة سيمباكا بوتيه الرياضية | الشطرنج   |       | سيمباكا بوتيه |
| معرض جاكرتا الدولي          | الجودو    |       | كيمايوران     |

#### شرق جاكرتا
| المكان                                | الفعاليات              | السعة | الموقع     |
| ------------------------------------- | ---------------------- | ----- | ---------- |
| مضمار جاكرتا الدولي للدراجات الهوائية | ركوب الدراجات (المسار) | 3000  | راوامانجون |
| صالة بوبكي الرياضية                   | سياج الكراسي المتحركة  |       | سيبوبور    |

#### شمال جاكرتا
| المكان                      | الفعاليات            | السعة | الموقع        |
| --------------------------- | -------------------- | ----- | ------------- |
| اتفاقية إيكوفينت أنكول      | كرة الطاولة          |       | أنكول         |
| مركز جايا أنكول للبولينج    | البولينج             |       | أنكول         |
| نادي كيلابا جادينج          | تنس الكراسي المتحركة |       | كيلابا جادينج |
| صالة تانجونج بريوك الرياضية | بوكيا                |       | تانجونج بريوك |

#### جنوب جاكرتا
| المكان         | الفعاليات   | السعة | الموقع    |
| -------------- | ----------- | ----- | --------- |
| بالاي كارتيني  | كرة الهدف   |       | سيتيابودي |
| بالاي سوديرمان | رفع الأثقال |       | تبت       |

#### ضاحية جاكرتا (جاوة الغربية)
| المكان             | الفعاليات                  | السعة  | الموقع                       |
| ------------------ | -------------------------- | ------ | ---------------------------- |
| حلبة سنتول الدولية | ركوب الدراجات (سباق الطرق) | 50,000 | باباكان مادانج، بوجور ريجنسي |

استخدمت الألعاب نفس القرية الرياضية التي أقيمت فيها الألعاب الآسيوية 2018 والتي تم بناؤها في كيمايوران.

### النقل
كما هو الحال أثناء دورة الألعاب الآسيوية 2018، تقدم شركة ترانس جاكرتا رحلات حافلات مجانية تشمل 300 حافلة صديقة لذوي الاحتياجات الخاصة والتي تتكون من 200 حافلة منخفضة الدخول و100 حافلة عالية الدخول أثناء الألعاب للرياضيين ذوي الاحتياجات الخاصة وذلك في كل يوم وحتى أيام عطلة نهاية الأسبوع لتشجيع السكان المحليين على مشاهدة الألعاب.

## الألعاب

### حفل الافتتاح

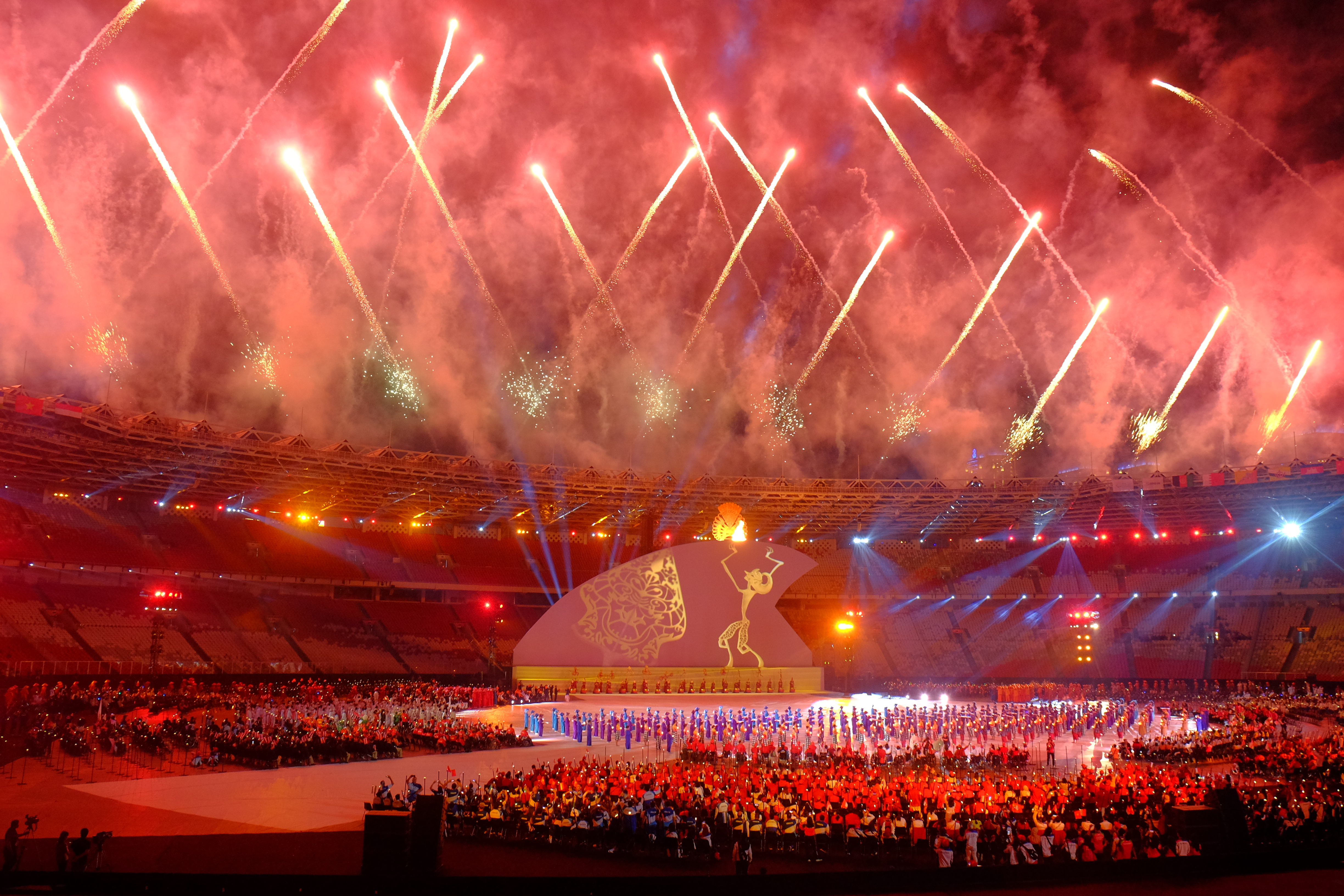
تم إشعال المرجل

أقيم حفل افتتاح دورة الألعاب الآسيوية البارالمبية 2018 يوم السبت الموافق 6 أكتوبر 2018، في ملعب جيلورا بونج كارنو الرئيسي في جاكرتا، إندونيسيا. بدأ الحفل في الساعة 19:00 بالتوقيت الغربي لإندونيسيا ( UTC+7 ) وانتهى في الساعة 21:43 بالتوقيت المحلي. كان جاي سوبياكتو المدير الإبداعي المساعد للحفل. سار مندوبو كوريا الشمالية والجنوبية معًا تحت علم كوريا الموحد لأول مرة.

### الرياضات
تضمنت الألعاب 18 رياضة قُسِّمت إلى 506 فعالية، بما في ذلك الشطرنج الذي تضمنه برنامج الألعاب لأول مرة.
- الرماية (9)
- ألعاب القوى (161)
- تنس الريشة (19)
- بوتشيا (7)
- البولينج (18)
- الشطرنج (24)
- ركوب الدراجات (27)
  -  المضمار
  -  الميدان
- كرة الهدف (2)
- الجودو (15)
- بولنغ المخضرة (15)
- رفع الأثقال (20)
- الرماية (13)
- الكرة الطائرة بوضعية الجلوس (2)
- السباحة (106)
- تنس الطاولة (42)
- كرة السلة على الكراسي المتحركة (2)
- المبارزة على الكراسي المتحركة (18)
- تنس الكراسي المتحركة (6)

بالإضافة إلى ذلك، كانت هناك 16 فعالية بدون ميدالية أقيمت في الألعاب، 6 منها في ألعاب القوى و10 في السباحة.

### اللجان البارالمبية الوطنية المشاركة
شارك في الألعاب 43 عضوًا من اللجنة البارالمبية الآسيوية. بالإضافة إلى ذلك، تنافست الكوريتان كفريق واحد مشترك في فعاليات مختارة، وهي المرة الأولى التي تفعل فيها ذلك في حدث رياضي لذوي الاحتياجات الخاصة، مما يجعلها المشاركة رقم 44 في الألعاب. كما سارت الدولتان معًا تحت علم واحد خلال مراسم الافتتاح والاختتام. وشاركت بوتان واليمن للمرة الأولى.
فيما يلي قائمة بجميع اللجان البارالمبية الوطنية المشاركة. يُشار إلى عدد المتنافسين لكل وفد بين قوسين.
| اللجان البارالمبية الوطنية المشاركة |
| --- |
| - أفغانستان (24) - البحرين (14) - بوتان (2) - بروناي (8) - كمبوديا (29) - الصين (231) - هونغ كونغ (101) - الهند (188) - إندونيسيا (294) (host) - إيران (207) - العراق (78) - اليابان (303) (Top) - الأردن (8) - كازاخستان (90) - كوريا الشمالية (7)* - كوريا الجنوبية (201)* - الكويت (23) - قيرغيزستان (5) - لاوس (16) - لبنان (1) - ماكاو (23) - ماليزيا (126) - منغوليا (40) - مينمار (26) - نيبال (13) - سلطنة عمان (9) - باكستان (4) - فلسطين (1) - الفلبين (57) - قطر (13) - السعودية (27) - سنغافورة (44) - سريلانكا (35) - سوريا (9) - تايبيه الصينية (89) - طاجيكستان (2) - تايلاند (237) - تيمور الشرقية (19) - تركمانستان (5) - الإمارات العربية المتحدة (42) - أوزبكستان (53) - فيتنام (52) - اليمن (1) |

عدد الرياضيين حسب اللجان البارالمبية الوطنية (من الأعلى إلى الأدنى)
| رمز اللجنة | الدولة                   | الرياضيون |
| ---------- | ------------------------ | --------- |
| JPN        | اليابان                  | 303       |
| INA        | إندونيسيا                | 294       |
| THA        | تايلاند                  | 237       |
| CHN        | الصين                    | 231       |
| IRI        | إيران                    | 207       |
| KOR        | كوريا الجنوبية           | 201       |
| IND        | الهند                    | 188       |
| MAS        | ماليزيا                  | 126       |
| HKG        | هونغ كونغ                | 101       |
| KAZ        | كازاخستان                | 90        |
| TPE        | تايبيه الصينية           | 89        |
| IRQ        | العراق                   | 78        |
| PHI        | الفلبين                  | 57        |
| UZB        | أوزبكستان                | 53        |
| VIE        | فيتنام                   | 52        |
| SGP        | سنغافورة                 | 44        |
| UAE        | الإمارات العربية المتحدة | 42        |
| MGL        | منغوليا                  | 40        |
| SRI        | سريلانكا                 | 35        |
| CAM        | كمبوديا                  | 29        |
| KSA        | السعودية                 | 27        |
| MYA        | مينمار                   | 26        |
| AFG        | أفغانستان                | 24        |
| KUW        | الكويت                   | 23        |
| MAC        | ماكاو                    | 23        |
| TLS        | تيمور الشرقية            | 19        |
| LAO        | لاوس                     | 16        |
| BRN        | البحرين                  | 14        |
| NEP        | نيبال                    | 13        |
| QAT        | قطر                      | 13        |
| OMA        | سلطنة عمان               | 9         |
| SYR        | سوريا                    | 9         |
| BRU        | بروناي                   | 8         |
| JOR        | الأردن                   | 8         |
| PRK        | كوريا الشمالية           | 7         |
| KGZ        | قيرغيزستان               | 5         |
| TKM        | تركمانستان               | 5         |
| PAK        | باكستان                  | 4         |
| BHU        | بوتان                    | 2         |
| TJK        | طاجيكستان                | 2         |
| LIB        | لبنان                    | 1         |
| PLE        | فلسطين                   | 1         |
| YEM        | اليمن                    | 1         |

## وصلات خارجية
- الموقع الرسمي
 (مؤرشف)
- جاكرتا 2018 في اللجنة البارالمبية الآسيوية